# Georges Plantagenêt (1er duc de Clarence)
Pour les articles homonymes, voir Georges Plantagenêt.
Georges Plantagenêt (21 octobre 1449, Dublin – 18 février 1478), comte de Salisbury et 1er duc de Clarence, est le troisième fils de Richard Plantagenêt, 3e duc d'York et de Cécile Neville.

## Biographie

### Une jeunesse troublée
Il est né à Dublin en 1449, où son père est en poste jusqu'en 1452. Revenant en Angleterre, ce dernier est nommé en 1454 Lord Protecteur du roi Henri VI, atteint de folie. Il doit l'année suivante renoncer à cette position du fait du rétablissement du roi. Néanmoins, Richard d'York rassemble graduellement des forces prêtes à prendre son parti, et la guerre civile dite guerre des Deux-Roses éclate en 1455. Il remporte une victoire décisive à St Albans et retrouve sa position de Lord Protecteur.
Lorsque la guerre reprend en 1459, Georges reste avec sa mère Cécile Neville, son frère Richard et sa sœur Marguerite. Après la mort de Richard d'York à la bataille de Wakefield en décembre 1460, soucieuse de préserver la vie de ses fils, Cécile envoie Georges et Richard en Bourgogne à la cour de Philippe le Bon.

### Éducation
Georges est fait duc de Clarence en 1461, lors de l'accession au trône de son frère aîné, Édouard IV, premier roi de la maison d'York. Il désapprouve, tout comme sa mère, le mariage d'Édouard en 1464 avec Élisabeth Woodville, dont le père (Richard Woodville) et le premier mari (John Grey) s'étaient battus pour les Lancastre.
En 1465, Georges entre dans la maisonnée du puissant comte de Warwick Richard Neville (« Warwick, le faiseur de rois »), neveu de sa mère, pour parfaire son éducation. Il passe les trois années qui suivent dans le Nord de l'Angleterre, notamment au château de Middleham, et fait la connaissance de sa future épouse Isabelle, la fille aînée du comte.

### Alliance avec Warwick
Le 11 juillet 1469, il épouse Isabelle Neville, fille de Warwick sans l'autorisation de son frère Édouard. Neville et le duc de Clarence lèvent une armée qui bat celle d'Édouard à Edgecote Moor le 26 juillet 1469. Édouard est alors fait prisonnier, Neville fait exécuter le père d'Élisabeth Woodville (avec son second fils) et tente de gouverner au nom du roi. Cependant, une grande partie de la noblesse du pays est hostile à cette idée, et le deuxième frère d'Édouard, Richard, duc de Gloucester, lève à son tour une armée et fait libérer son frère.
Édouard, plutôt que de faire exécuter Neville et son frère Georges, cherche à se réconcilier avec eux. Ils se rebellent à nouveau et tentent de placer Clarence sur le trône. Ils sont cependant forcés de fuir en France quand Édouard bat leur armée lors de la bataille de Losecoat Field, le 12 mars 1470. Accueillis à la Cour du roi Louis XI, ils concluent une alliance avec Marguerite d'Anjou, épouse d'Henri VI, et Neville accepte de restaurer celui-ci sur le trône en échange d'un soutien français à son projet d'invasion, qu'il mène à bien au mois d'octobre 1470. Édouard IV est pris au dépourvu par le changement de camp de John Neville, qui se rallie à son frère Richard Neville et marche sur lui à la tête d'une forte armée. Voyant que la situation militaire est intenable, Édouard disperse ses troupes et s'enfuit en Bourgogne avec son frère Richard de Gloucester pendant qu'Henri VI est rétabli sur le trône d'Angleterre par Neville.

### Ralliement à Édouard IV et retour en grâce
Clarence se rend vite compte que le comte de Warwick agit pour son propre compte et celui de sa fille cadette, Anne, mariée à Édouard, prince de Galles, héritier d'Henri VI et donc de la Couronne d'Angleterre, et ceci aux dépens des intérêts de son allié. Clarence change alors à nouveau de camp lorsqu'Édouard envahit l'Angleterre en mars 1471 et le rejoint. Édouard entre dans Londres sans résistance, faisant à nouveau prisonnier Henri VI et triomphe de l'armée de Neville lors de la bataille de Barnet, où le comte lui-même est tué, le 14 avril 1471, puis de celle de Marguerite d'Anjou à la bataille de Tewkesbury, le 4 mai 1471, où Édouard de Westminster, le fils d'Henri VI est exécuté par des hommes sous le commandement de Clarence. Quelques jours plus tard, Henri VI meurt à son tour, Édouard IV ayant sans doute donné l'ordre de le tuer afin d'éliminer définitivement la menace des Lancastre.
Clarence revient à la cour, où il rentre en grâce et trouve en son plus jeune frère, Richard, duc de Gloucester, un rival habile. Celui-ci souhaite épouser Anne Neville, et dispute l'héritage des Neville à Clarence. Les tuteurs d'Anne, Clarence et sa femme Isabelle se sont assuré sa garde et entendent empêcher Anne de se marier. D'après The Crowland Chronicle Continuations, ils auraient emmené leur pupille à Londres déguisée en fille de cuisine. Toutefois, Richard parvient à retrouver puis épouser l'héritière de Warwick en 1472. Ce mariage lui permet de se présenter comme le détenteur légitime des domaines de la famille Neville que lui a concédés le roi, et surtout d'hériter du réseau d'influence de celui qui avait été le noble le plus puissant du royaume, en cette époque de fin de la féodalité en Angleterre. À la suite de cette union, les relations entre Clarence et Gloucester dégénèrent presque en guerre ouverte, et ce n'est qu'en 1475 qu'un compromis proposé par Édouard deux ans plus tôt est finalement ratifié par le Parlement.

### Nouveau complot et exécution
En 1477, Clarence est arrêté et incarcéré à la Tour de Londres : il aurait fomenté la mort du roi par sorcellerie. Bien que sa mère Cécile vienne à nouveau plaider la cause de son fils, Georges est condamné à mort par Édouard IV et exécuté le 18 février 1478.
Selon de nombreux récits contemporains, il aurait été exécuté par noyade dans une barrique de malvoisie - mais ceux-ci ont pu relayer des ragots populaires, étant donné la réputation de grand buveur dont bénéficiait le duc de Clarence. Néanmoins, lorsque le corps que l'on reconnut pour être le sien fut exhumé, on ne retrouva aucune trace de décapitation, moyen d'exécution traditionnellement utilisé pour les nobles et les personnes de sang royal.
Sa femme Isabelle meurt en 1476, laissant sa sœur, Anne Neville, s'occuper de ses deux enfants, Marguerite et Édouard.

## Littérature
Dans Richard III, William Shakespeare montre le duc de Clarence comme victime d'une trahison ourdie par son frère Richard, duc de Gloucester, qui réussit à le faire emprisonner pour un complot fictif, afin de pouvoir s'en débarrasser en l'assassinant et s'ouvrir la voie vers le trône d'Angleterre. Le prince y apparaît naïf, presque simple d'esprit.

### Famille

Arbre généalogique simplifié de Georges Plantagenêt.